# Can Magarola (Alella)
Can Magarola és una antiga masia fortificada d'Alella, catalogada com a bé cultural d'interès local. Actualment hi ha la seu de la Denominació d'Origen Alella, i anteriorment el museu municipal.

## Història
El 1359 era coneguda com Mas Oller, quan mossèn Oller la va vendre a Ramon de Carner. El 1377, el fill d'aquest la va tornar a vendre a Arnal Sayol, per la qual cosa va ser coneguda com a Sayol de Munt, fins que el 1625, va ser permutada per una propietat que Pere de Magarola i Fontanet, president de la Generalitat de Catalunya i bisbe d'Elna, de Vic i de Lleida, tenia a Montornès del Vallès. Després passà al seu nebot Vicenç de Magarola i Genovart.
Ja al segle xviii, la seva besneta Josepa de Magarola i d'Amigant es va casar amb José Sánchez de la Bárcena, marqués de la Bárcena, per la qual cosa la masia va prendre el nom d'aquesta família. El 1863, l'aleshores marquesa, Matilde de Borràs de Llúria i Viudes, es va veure obligada a vendre la finca a Francesc Capdevila. La seva hereva fou Montserrat Capdevila, casada amb Ignasi Lamarca, que restabliren l'antiga denominació de la casa.
El 1969, la finca va ser adquirida per uns promotors immobiliaris, però en virtut de l'aprofitament mig fixat per la Llei del sòl, la van cedir a l'Ajuntament d'Alella, que la convertí en un museu, que va tancar les portes el mes de desembre del 2004. La seva col·lecció permanent recollia el patrimoni local, tant històric com etnològic, i gran part de l'exposició provenia de col·leccions privades. A causa de l'íntima relació del municipi amb el vi, la masia també va esdevenir Casal del Vi d'Alella, i s'hi va plantar una vinya amb les varietats de ceps més representatives de la Denominació d'Origen Alella.

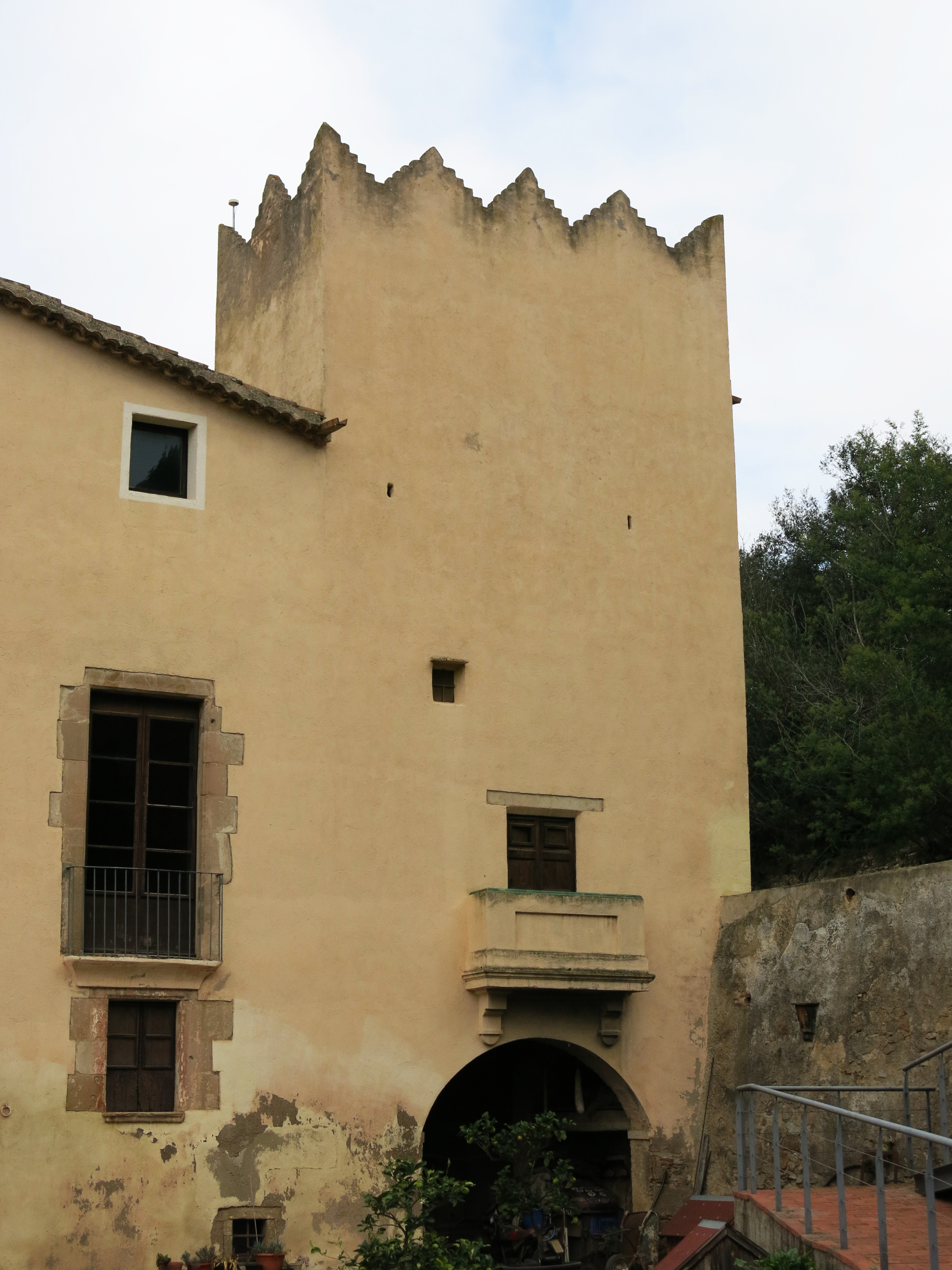
Torre de Can Magarola

## Descripció
Està situada a una de les zones més altes de la Riera de Coma Clara. De planta rectangular, té planta baixa, dos pisos i golfes a una banda, i un pis més a l'altra, degut al fort desnivell del terreny al que se situa, i coberta amb una teulada de dues vessants i el carener perpendicular a la façana. Sembla que les obertures han estat retocades, però es conserva la portada de mig punt adovellada.
Hi destaca especialment la torre de planta quadrada adossada a la banda sud-oest de la construcció, declarada bé cultural d'interès nacional. Consta de planta baixa i dos pisos i terrat pla, coronada per merlets esglaonats. Està alineada al pla de la façana principal, a la qual s'obre una arcada a la planta baixa i un balcó al primer pis, que conté la capella de la casa.
De la mateixa manera, cal destacar la planta soterrània amb un celler amb grans arcades.